# Mistrovství Evropy v házené mužů 2016
12. mistrovství Evropy v házené mužů 2016 proběhlo od 15. do 31. ledna v Polsku. Mistrovství se zúčastnilo 16 mužstev, rozdělených do čtyř čtyřčlenných skupin, z nichž první tři týmy postoupily do dvou čtvrtfinálových skupin. První dva týmy ze čtvrtfinálových skupin postoupili do semifinále, týmy na třetím místě hráli o páté místo. Mistrem Evropy se stali házenkáři Německa.

## Pořadatelská města
| Gdaňsk                      | Katovice                | Vratislav                    | Krakov                        |
| Ergo Arena Kapacita: 11 409 | Spodek Kapacita: 11 500 | Hala století Kapacita: 6 000 | Tauron Arena Kapacita: 15 328 |
|                             |                         |                              |                               |

## Výsledky a tabulky

### Základní skupiny

#### Skupina A
|    |           | POL   | FRA   | MAC   | SER   | V | R | P | Skóre | B |
| 1. | Polsko    | ***   | 31:25 | 24:23 | 29:28 | 3 | 0 | 0 | 84:76 | 6 |
| 2. | Francie   | 25:31 | ***   | 30:23 | 36:26 | 2 | 0 | 1 | 91:80 | 4 |
| 3. | Makedonie | 23:24 | 23:30 | ***   | 27:27 | 0 | 1 | 2 | 73:81 | 1 |
| 4. | Srbsko    | 28:29 | 26:36 | 27:27 | ***   | 0 | 1 | 2 | 81:92 | 1 |

| 15. ledna 2016 18:00 | Francie     | 30:23   | Makedonie    | Tauron Arena, Krakov Počet diváků: 9 000 Rozhodčí: Gjeding, Hansen (DEN) |
| 15. ledna 2016 18:00 | Sorhaindo 6 | (12:12) | K. Lazarov 9 | Tauron Arena, Krakov Počet diváků: 9 000 Rozhodčí: Gjeding, Hansen (DEN) |
| 15. ledna 2016 18:00 | 6× 2× 1×    | Zpráva  | 7× 3×        | Tauron Arena, Krakov Počet diváků: 9 000 Rozhodčí: Gjeding, Hansen (DEN) |

| 15. ledna 2016 20:30 | Polsko    | 29:28   | Srbsko              | Tauron Arena, Krakov Počet diváků: 14 100 Rozhodčí: Stark, Ştefan (ROU) |
| 15. ledna 2016 20:30 | Jurecki 7 | (14:15) | Nenadić, Nikčević 7 | Tauron Arena, Krakov Počet diváků: 14 100 Rozhodčí: Stark, Ştefan (ROU) |
| 15. ledna 2016 20:30 | 3× 4×     | Zpráva  | 6× 4× 1×            | Tauron Arena, Krakov Počet diváků: 14 100 Rozhodčí: Stark, Ştefan (ROU) |

| 17. ledna 2016 18:15 | Srbsko  | 26:36   | Francie  | Tauron Arena, Krakov Počet diváků: 10 900 Rozhodčí: Johansson, Kliko (SWE) |
| 17. ledna 2016 18:15 | Šešum 7 | (16:19) | Nyokas 8 | Tauron Arena, Krakov Počet diváků: 10 900 Rozhodčí: Johansson, Kliko (SWE) |
| 17. ledna 2016 18:15 | 7× 3×   | Zpráva  | 2×       | Tauron Arena, Krakov Počet diváků: 10 900 Rozhodčí: Johansson, Kliko (SWE) |

| 17. ledna 2016 20:30 | Makedonie    | 23:24   | Polsko    | Tauron Arena, Krakov Počet diváků: 14 200 Rozhodčí: Geipel, Helbig (GER) |
| 17. ledna 2016 20:30 | K. Lazarov 8 | (13:11) | Syprzak 6 | Tauron Arena, Krakov Počet diváků: 14 200 Rozhodčí: Geipel, Helbig (GER) |
| 17. ledna 2016 20:30 | 4×           | Zpráva  | 5× 1×     | Tauron Arena, Krakov Počet diváků: 14 200 Rozhodčí: Geipel, Helbig (GER) |

| 19. ledna 2016 18:15 | Makedonie   | 27:27   | Srbsko           | Tauron Arena, Krakov Počet diváků: 11 000 Rozhodčí: Horáček, Novotný (CZE) |
| 19. ledna 2016 18:15 | Manaskov 10 | (13:13) | Nenadić, Šešum 7 | Tauron Arena, Krakov Počet diváků: 11 000 Rozhodčí: Horáček, Novotný (CZE) |
| 19. ledna 2016 18:15 | 1× 4×       | Zpráva  | 3× 6×            | Tauron Arena, Krakov Počet diváků: 11 000 Rozhodčí: Horáček, Novotný (CZE) |

| 19. ledna 2016 20:30 | Francie       | 25:31   | Polsko     | Tauron Arena, Krakov Počet diváků: 14 854 Rozhodčí: López, Ramírez (ESP) |
| 19. ledna 2016 20:30 | Abalo, Mahé 5 | (12:15) | Bielecki 9 | Tauron Arena, Krakov Počet diváků: 14 854 Rozhodčí: López, Ramírez (ESP) |
| 19. ledna 2016 20:30 | 3× 2×         | Zpráva  | 6× 4×      | Tauron Arena, Krakov Počet diváků: 14 854 Rozhodčí: López, Ramírez (ESP) |

#### Skupina B
|    |            | NOR   | CRO   | BLR   | ISL   | V | R | P | Skóre  | B |
| 1. | Norsko     | ***   | 34:31 | 29:27 | 25:26 | 2 | 0 | 1 | 88:84  | 4 |
| 2. | Chorvatsko | 31:34 | ***   | 27:21 | 37:28 | 2 | 0 | 1 | 95:83  | 4 |
| 3. | Bělorusko  | 27:29 | 21:27 | ***   | 39:38 | 1 | 0 | 2 | 87:94  | 2 |
| 4. | Island     | 26:25 | 28:37 | 38:39 | ***   | 1 | 0 | 2 | 92:101 | 2 |

| 15. ledna 2016 16:00 | Chorvatsko | 27:21   | Bělorusko | Spodek, Katovice Počet diváků: 5 000 Rozhodčí: Johansson, Kliko (SWE) |
| 15. ledna 2016 16:00 | Štrlek 9   | (15:15) | Rutenka 8 | Spodek, Katovice Počet diváků: 5 000 Rozhodčí: Johansson, Kliko (SWE) |
| 15. ledna 2016 16:00 | 6× 4× 1×   | Zpráva  | 5× 3× 1×  | Spodek, Katovice Počet diváků: 5 000 Rozhodčí: Johansson, Kliko (SWE) |

| 15. ledna 2016 18:15 | Island       | 26:25   | Norsko     | Spodek, Katovice Počet diváků: 6 200 Rozhodčí: Geipel, Helbig (GER) |
| 15. ledna 2016 18:15 | Pálmarsson 8 | (10:11) | Bjørnsen 7 | Spodek, Katovice Počet diváků: 6 200 Rozhodčí: Geipel, Helbig (GER) |
| 15. ledna 2016 18:15 | 7× 4×        | Zpráva  | 4×         | Spodek, Katovice Počet diváků: 6 200 Rozhodčí: Geipel, Helbig (GER) |

| 17. ledna 2016 16:00 | Bělorusko    | 39:38   | Island      | Spodek, Katovice Počet diváků: 6 200 Rozhodčí: Horáček, Novotný (CZE) |
| 17. ledna 2016 16:00 | Pukhouski 11 | (17:18) | Petersson 6 | Spodek, Katovice Počet diváků: 6 200 Rozhodčí: Horáček, Novotný (CZE) |
| 17. ledna 2016 16:00 | 6× 3×        | Zpráva  | 5× 2×       | Spodek, Katovice Počet diváků: 6 200 Rozhodčí: Horáček, Novotný (CZE) |

| 17. ledna 2016 18:15 | Norsko     | 34:31   | Chorvatsko | Spodek, Katovice Počet diváků: 8 400 Rozhodčí: López, Ramírez (ESP) |
| 17. ledna 2016 18:15 | Bjørnsen 7 | (16:17) | Duvnjak 8  | Spodek, Katovice Počet diváků: 8 400 Rozhodčí: López, Ramírez (ESP) |
| 17. ledna 2016 18:15 | 4× 2×      | Zpráva  | 6× 4×      | Spodek, Katovice Počet diváků: 8 400 Rozhodčí: López, Ramírez (ESP) |

| 19. ledna 2016 18:15 | Bělorusko | 27:29   | Norsko                 | Spodek, Katovice Počet diváků: 6 000 Rozhodčí: Gjeding, Hansen (DEN) |
| 19. ledna 2016 18:15 | Rutenka 9 | (13:12) | Bjørnsen, O'Sullivan 5 | Spodek, Katovice Počet diváků: 6 000 Rozhodčí: Gjeding, Hansen (DEN) |
| 19. ledna 2016 18:15 | 6× 4×     | Zpráva  | 6× 3×                  | Spodek, Katovice Počet diváků: 6 000 Rozhodčí: Gjeding, Hansen (DEN) |

| 19. ledna 2016 20:30 | Chorvatsko | 37:28   | Island                   | Spodek, Katovice Počet diváků: 7 000 Rozhodčí: Stark, Ştefan (ROM) |
| 19. ledna 2016 20:30 | Marić 8    | (19:10) | Gunnarsson, Sigurðsson 6 | Spodek, Katovice Počet diváků: 7 000 Rozhodčí: Stark, Ştefan (ROM) |
| 19. ledna 2016 20:30 | 5× 4×      | Zpráva  | 4× 3×                    | Spodek, Katovice Počet diváků: 7 000 Rozhodčí: Stark, Ştefan (ROM) |

#### Skupina C
|    |           | ESP   | GER   | SWE   | SLO   | V | R | P | Skóre | B |
| 1. | Španělsko | ***   | 32:29 | 24:22 | 24:24 | 2 | 1 | 0 | 80:75 | 5 |
| 2. | Německo   | 29:32 | ***   | 27:26 | 25:21 | 2 | 0 | 1 | 81:79 | 4 |
| 3. | Švédsko   | 22:24 | 26:27 | ***   | 23:21 | 1 | 0 | 2 | 71:72 | 2 |
| 4. | Slovinsko | 24:24 | 21:25 | 21:23 | ***   | 0 | 1 | 2 | 66:72 | 1 |

| 16. ledna 2016 18:30 | Španělsko | 32:29   | Německo     | Hala Stulecia, Vratislav Počet diváků: 6 500 Rozhodčí: Pichon, Reveret (FRA) |
| 16. ledna 2016 18:30 | Rivera 7  | (18:15) | Dissinger 6 | Hala Stulecia, Vratislav Počet diváků: 6 500 Rozhodčí: Pichon, Reveret (FRA) |
| 16. ledna 2016 18:30 | 5× 3× 1×  | Zpráva  | 7× 3×       | Hala Stulecia, Vratislav Počet diváků: 6 500 Rozhodčí: Pichon, Reveret (FRA) |

| 16. ledna 2016 20:45 | Švédsko  | 32:21  | Slovinsko | Hala Stulecia, Vratislav Počet diváků: 6 500 Rozhodčí: Stoļarovs, Līcis (LAT) |
| 16. ledna 2016 20:45 | Ekberg 4 | (16:9) | Gaber 5   | Hala Stulecia, Vratislav Počet diváků: 6 500 Rozhodčí: Stoļarovs, Līcis (LAT) |
| 16. ledna 2016 20:45 | 6× 2× 1× | Zpráva | 5× 2×     | Hala Stulecia, Vratislav Počet diváků: 6 500 Rozhodčí: Stoļarovs, Līcis (LAT) |

| 18. ledna 2016 18:15 | Slovinsko | 24:24   | Španělsko     | Hala Stulecia, Vratislav Počet diváků: 6 000 Rozhodčí: Gousko, Repkin (BLR) |
| 18. ledna 2016 18:15 | Žvižej 6  | (13:10) | Aguinagalde 6 | Hala Stulecia, Vratislav Počet diváků: 6 000 Rozhodčí: Gousko, Repkin (BLR) |
| 18. ledna 2016 18:15 | 3× 4× 1×  | Zpráva  | 4× 3× 1×      | Hala Stulecia, Vratislav Počet diváků: 6 000 Rozhodčí: Gousko, Repkin (BLR) |

| 18. ledna 2016 20:30 | Německo     | 27:26   | Švédsko     | Hala Stulecia, Vratislav Počet diváků: 6 500 Rozhodčí: Gubica, Milošević (CRO) |
| 18. ledna 2016 20:30 | Reichmann 9 | (13:17) | Jakobsson 8 | Hala Stulecia, Vratislav Počet diváků: 6 500 Rozhodčí: Gubica, Milošević (CRO) |
| 18. ledna 2016 20:30 | 5× 4× 1×    | Zpráva  | 3×          | Hala Stulecia, Vratislav Počet diváků: 6 500 Rozhodčí: Gubica, Milošević (CRO) |

| 20. ledna 2016 17:15 | Německo     | 25:21   | Slovinsko   | Hala Stulecia, Vratislav Počet diváků: 6 500 Rozhodčí: Santos, Fonseca (POR) |
| 20. ledna 2016 17:15 | Reichmann 5 | (12:10) | Kavtičnik 6 | Hala Stulecia, Vratislav Počet diváků: 6 500 Rozhodčí: Santos, Fonseca (POR) |
| 20. ledna 2016 17:15 | 7× 2× 1×    | Zpráva  | 7× 2× 1×    | Hala Stulecia, Vratislav Počet diváků: 6 500 Rozhodčí: Santos, Fonseca (POR) |

| 20. ledna 2016 20:00 | Španělsko | 24:22   | Švédsko              | Hala Stulecia, Vratislav Počet diváků: 6 200 Rozhodčí: Nachevski, Nikolov (MKD) |
| 20. ledna 2016 20:00 | Rivera 9  | (12:10) | Jakobsson, Östlund 4 | Hala Stulecia, Vratislav Počet diváků: 6 200 Rozhodčí: Nachevski, Nikolov (MKD) |
| 20. ledna 2016 20:00 | 2× 3×     | Zpráva  | 4× 2×                | Hala Stulecia, Vratislav Počet diváků: 6 200 Rozhodčí: Nachevski, Nikolov (MKD) |

#### Skupina D
|    |            | DEN   | RUS   | HUN   | MNG   | V | R | P | Skóre | B |
| 1. | Dánsko     | ***   | 31:25 | 30:22 | 30:28 | 3 | 0 | 0 | 91:75 | 6 |
| 2. | Rusko      | 25:31 | ***   | 27:26 | 28:21 | 2 | 0 | 1 | 80:78 | 4 |
| 3. | Maďarsko   | 22:30 | 26:27 | ***   | 32:27 | 1 | 0 | 2 | 80:84 | 2 |
| 4. | Černá Hora | 28:30 | 21:28 | 27:32 | ***   | 0 | 0 | 3 | 76:90 | 0 |

| 16. ledna 2016 18:00 | Maďarsko  | 32:27   | Černá Hora | Ergo Arena, Gdaňsk Počet diváků: 6 864 Rozhodčí: Gousko, Repkin (BLR) |
| 16. ledna 2016 18:00 | Bánhidi 7 | (16:12) | Borozan 7  | Ergo Arena, Gdaňsk Počet diváků: 6 864 Rozhodčí: Gousko, Repkin (BLR) |
| 16. ledna 2016 18:00 | 5× 3×     | Zpráva  | 4× 2×      | Ergo Arena, Gdaňsk Počet diváků: 6 864 Rozhodčí: Gousko, Repkin (BLR) |

| 16. ledna 2016 20:15 | Dánsko                            | 31:25   | Rusko      | Ergo Arena, Gdaňsk Počet diváků: 7 952 Rozhodčí: Gubica, Milošević (CRO) |
| 16. ledna 2016 20:15 | Hansen, Damgaard, Mensah Larsen 4 | (13:13) | Šelmenko 5 | Ergo Arena, Gdaňsk Počet diváků: 7 952 Rozhodčí: Gubica, Milošević (CRO) |
| 16. ledna 2016 20:15 | 2× 3×                             | Zpráva  | 3× 2×      | Ergo Arena, Gdaňsk Počet diváků: 7 952 Rozhodčí: Gubica, Milošević (CRO) |

| 18. ledna 2016 18:00 | Rusko     | 27:26   | Maďarsko | Ergo Arena, Gdaňsk Počet diváků: 6 452 Rozhodčí: Nachevski, Nikolov (MKD) |
| 18. ledna 2016 18:00 | Dibirov 6 | (14:10) | Jamali 6 | Ergo Arena, Gdaňsk Počet diváků: 6 452 Rozhodčí: Nachevski, Nikolov (MKD) |
| 18. ledna 2016 18:00 | 6× 4×     | Zpráva  | 3×       | Ergo Arena, Gdaňsk Počet diváků: 6 452 Rozhodčí: Nachevski, Nikolov (MKD) |

| 18. ledna 2016 20:15 | Černá Hora | 28:30   | Dánsko   | Ergo Arena, Gdaňsk Počet diváků: 6 452 Rozhodčí: Santos, Fonseca (POR) |
| 18. ledna 2016 20:15 | Grbović 7  | (16:14) | Eggert 6 | Ergo Arena, Gdaňsk Počet diváků: 6 452 Rozhodčí: Santos, Fonseca (POR) |
| 18. ledna 2016 20:15 | 3× 2×      | Zpráva  | 3×       | Ergo Arena, Gdaňsk Počet diváků: 6 452 Rozhodčí: Santos, Fonseca (POR) |

| 20. ledna 2016 17:15 | Rusko              | 28:25  | Černá Hora            | Ergo Arena, Gdaňsk Počet diváků: 5 930 Rozhodčí: Stoļarovs, Līcis (LAT) |
| 20. ledna 2016 17:15 | Gorbok, Šelmenko 5 | (14:9) | Ševaljević, Vujović 4 | Ergo Arena, Gdaňsk Počet diváků: 5 930 Rozhodčí: Stoļarovs, Līcis (LAT) |
| 20. ledna 2016 17:15 | 3× 2×              | Zpráva | 5× 3×                 | Ergo Arena, Gdaňsk Počet diváků: 5 930 Rozhodčí: Stoļarovs, Līcis (LAT) |

| 20. ledna 2016 20:00 | Dánsko   | 30:22   | Maďarsko  | Ergo Arena, Gdaňsk Počet diváků: 8 361 Rozhodčí: Pichon, Reveret (FRA) |
| 20. ledna 2016 20:00 | Hansen 9 | (18:10) | Hornyák 5 | Ergo Arena, Gdaňsk Počet diváků: 8 361 Rozhodčí: Pichon, Reveret (FRA) |
| 20. ledna 2016 20:00 | 1× 3×    | Zpráva  | 2× 3×     | Ergo Arena, Gdaňsk Počet diváků: 8 361 Rozhodčí: Pichon, Reveret (FRA) |

### Čtvrtfinálové skupiny

#### Skupina E
|    |            | NOR    | CRO    | FRA    | POL    | BLR    | MKD    | V | R | P | Skóre   | B |
| 1. | Norsko     | ***    | 34:31* | 29:24  | 30:28  | 29:27* | 31:31  | 4 | 1 | 0 | 153:141 | 9 |
| 2. | Chorvatsko | 31:34* | ***    | 24:32  | 37:23  | 27:21* | 34:24  | 3 | 0 | 2 | 153:134 | 6 |
| 3. | Francie    | 24:29  | 32:24  | ***    | 25:31* | 34:23  | 30:23* | 3 | 0 | 2 | 145:130 | 6 |
| 4. | Polsko     | 28:30  | 23:37  | 31:25* | ***    | 32:27  | 24:23* | 3 | 0 | 2 | 138:142 | 6 |
| 5. | Bělorusko  | 27:29* | 21:27* | 23:34  | 27:32  | ***    | 30:29  | 1 | 0 | 4 | 128:151 | 2 |
| 6. | Makedonie  | 31:31  | 24:34  | 23:30* | 23:24* | 29:30  | ***    | 0 | 1 | 4 | 130:149 | 1 |

| 21. ledna 2016 18:15 | Francie     | 34:23  | Bělorusko   | Tauron Arena, Krakov Počet diváků: 6 900 Rozhodčí: Johansson, Kliko (SWE) |
| 21. ledna 2016 18:15 | Karabatić 9 | (20:5) | Chadkevič 9 | Tauron Arena, Krakov Počet diváků: 6 900 Rozhodčí: Johansson, Kliko (SWE) |
| 21. ledna 2016 18:15 | 3×          | Zpráva | 2× 3×       | Tauron Arena, Krakov Počet diváků: 6 900 Rozhodčí: Johansson, Kliko (SWE) |

| 21. ledna 2016 20:30 | Makedonie  | 24:34   | Chorvatsko  | Tauron Arena, Krakov Počet diváků: 9 100 Rozhodčí: Geipel, Helbig (GER) |
| 21. ledna 2016 20:30 | Manaskov 7 | (13:17) | Slišković 6 | Tauron Arena, Krakov Počet diváků: 9 100 Rozhodčí: Geipel, Helbig (GER) |
| 21. ledna 2016 20:30 | 1× 3×      | Zpráva  | 2× 3×       | Tauron Arena, Krakov Počet diváků: 9 100 Rozhodčí: Geipel, Helbig (GER) |

| 23. ledna 2016 18:15 | Francie | 32:24   | Chorvatsko | Tauron Arena, Krakov Počet diváků: 10 600 Rozhodčí: Horáček, Novotný (CZE) |
| 23. ledna 2016 18:15 | Abalo 6 | (16:10) | Duvnjak 5  | Tauron Arena, Krakov Počet diváků: 10 600 Rozhodčí: Horáček, Novotný (CZE) |
| 23. ledna 2016 18:15 | 3× 2×   | Zpráva  | 5× 3× 1×   | Tauron Arena, Krakov Počet diváků: 10 600 Rozhodčí: Horáček, Novotný (CZE) |

| 23. ledna 2016 20:30 | Polsko      | 28:30   | Norsko   | Tauron Arena, Krakov Počet diváků: 14 600 Rozhodčí: López, Ramírez (WSP) |
| 23. ledna 2016 20:30 | Bielecki 10 | (15:16) | Hansen 8 | Tauron Arena, Krakov Počet diváků: 14 600 Rozhodčí: López, Ramírez (WSP) |
| 23. ledna 2016 20:30 | 4× 2×       | Zpráva  | 5× 3×    | Tauron Arena, Krakov Počet diváků: 14 600 Rozhodčí: López, Ramírez (WSP) |

| 25. ledna 2016 18:15 | Makedonie     | 31:31   | Norsko     | Tauron Arena, Krakov Počet diváků: 7 600 Rozhodčí: Stark, Ştefan (ROM) |
| 25. ledna 2016 18:15 | K. Lazarov 11 | (17:13) | Bjørnsen 6 | Tauron Arena, Krakov Počet diváků: 7 600 Rozhodčí: Stark, Ştefan (ROM) |
| 25. ledna 2016 18:15 | 4× 3×         | Zpráva  | 5× 4×      | Tauron Arena, Krakov Počet diváků: 7 600 Rozhodčí: Stark, Ştefan (ROM) |

| 25. ledna 2016 20:30 | Polsko    | 32:27   | Bělorusko | Tauron Arena, Krakov Počet diváků: 14 000 Rozhodčí: Santos, Fonseca (POR) |
| 25. ledna 2016 20:30 | Jurecki 9 | (19:13) | Šylovič 6 | Tauron Arena, Krakov Počet diváků: 14 000 Rozhodčí: Santos, Fonseca (POR) |
| 25. ledna 2016 20:30 | 2× 3×     | Zpráva  | 4× 3×     | Tauron Arena, Krakov Počet diváků: 14 000 Rozhodčí: Santos, Fonseca (POR) |

| 27. ledna 2016 16:00 | Makedonie     | 29:30   | Bělorusko    | Tauron Arena, Krakov Počet diváků: 3 100 Rozhodčí: Stoļarovs, Līcis (LAT) |
| 27. ledna 2016 16:00 | K. Lazarov 10 | (13:14) | Puchouski 11 | Tauron Arena, Krakov Počet diváků: 3 100 Rozhodčí: Stoļarovs, Līcis (LAT) |
| 27. ledna 2016 16:00 | 2× 3×         | Zpráva  | 5× 2×        | Tauron Arena, Krakov Počet diváků: 3 100 Rozhodčí: Stoļarovs, Līcis (LAT) |

| 27. ledna 2016 18:15 | Francie    | 24:29   | Norsko     | Tauron Arena, Krakov Počet diváků: 10 200 Rozhodčí: Geipel, Helbig (GER) |
| 27. ledna 2016 18:15 | Narcisse 7 | (11:12) | Tønnesen 6 | Tauron Arena, Krakov Počet diváků: 10 200 Rozhodčí: Geipel, Helbig (GER) |
| 27. ledna 2016 18:15 | 3× 2×      | Zpráva  | 7× 2×      | Tauron Arena, Krakov Počet diváků: 10 200 Rozhodčí: Geipel, Helbig (GER) |

| 27. ledna 2016 20:30 | Polsko             | 23:37   | Chorvatsko | Tauron Arena, Krakov Počet diváků: 15 000 Rozhodčí: Gjeding, Hansen (DEN) |
| 27. ledna 2016 20:30 | Bielecki, Daszek 4 | (10:15) | Štrlek 11  | Tauron Arena, Krakov Počet diváků: 15 000 Rozhodčí: Gjeding, Hansen (DEN) |
| 27. ledna 2016 20:30 | 6× 1×              | Zpráva  | 5× 2×      | Tauron Arena, Krakov Počet diváků: 15 000 Rozhodčí: Gjeding, Hansen (DEN) |

#### Skupina F
|    |           | ESP    | GER    | DEN    | SWE    | RUS    | HUN    | V | R | P | Skóre   | B |
| 1. | Španělsko | ***    | 32:29* | 23:27  | 24:22* | 25:23  | 31:29  | 4 | 0 | 1 | 135:130 | 8 |
| 2. | Německo   | 29:32* | ***    | 25:23  | 27:26* | 30:29  | 29:19  | 4 | 0 | 1 | 140:129 | 8 |
| 3. | Dánsko    | 27:23  | 23:25  | ***    | 28:28  | 31:25* | 30:22* | 3 | 1 | 1 | 139:123 | 7 |
| 4. | Švédsko   | 22:24* | 26:27* | 28:28  | ***    | 28:28  | 22:14  | 1 | 2 | 2 | 126:121 | 4 |
| 5. | Rusko     | 23:25  | 29:30  | 25:31* | 28:28  | ***    | 27:26* | 1 | 1 | 3 | 132:140 | 3 |
| 6. | Maďarsko  | 29:31  | 19:29  | 22:30* | 14:22  | 26:27* | ***    | 0 | 0 | 5 | 110:139 | 0 |

| 22. ledna 2016 18:15 | Německo | 29:19  | Maďarsko                   | Hala Stulecia, Vratislav Počet diváků: 6 500 Rozhodčí: Gubica, Milošević (CRO) |
| 22. ledna 2016 18:15 | Wiede 6 | (17:9) | K. Nagy, L. Nagy, Jamali 3 | Hala Stulecia, Vratislav Počet diváků: 6 500 Rozhodčí: Gubica, Milošević (CRO) |
| 22. ledna 2016 18:15 | 2× 4×   | Zpráva | 3×                         | Hala Stulecia, Vratislav Počet diváků: 6 500 Rozhodčí: Gubica, Milošević (CRO) |

| 22. ledna 2016 20:30 | Švédsko     | 28:28   | Rusko     | Hala Stulecia, Vratislav Počet diváků: 6 350 Rozhodčí: Pichon, Reveret (FRA) |
| 22. ledna 2016 20:30 | Jakobsson 9 | (15:15) | Dibirov 7 | Hala Stulecia, Vratislav Počet diváků: 6 350 Rozhodčí: Pichon, Reveret (FRA) |
| 22. ledna 2016 20:30 | 5× 4×       | Zpráva  | 4× 3×     | Hala Stulecia, Vratislav Počet diváků: 6 350 Rozhodčí: Pichon, Reveret (FRA) |

| 24. ledna 2016 18:15 | Německo     | 30:29   | Rusko     | Hala Stulecia, Vratislav Počet diváků: 6 593 Rozhodčí: Santos, Fonseca (POR) |
| 24. ledna 2016 18:15 | Dissinger 7 | (17:16) | Dibirov 7 | Hala Stulecia, Vratislav Počet diváků: 6 593 Rozhodčí: Santos, Fonseca (POR) |
| 24. ledna 2016 18:15 | 5× 3×       | Zpráva  | 1× 3×     | Hala Stulecia, Vratislav Počet diváků: 6 593 Rozhodčí: Santos, Fonseca (POR) |

| 24. ledna 2016 20:30 | Španělsko            | 23:27   | Dánsko     | Hala Stulecia, Vratislav Počet diváků: 6 593 Rozhodčí: Nikolov, Načevski (MKD) |
| 24. ledna 2016 20:30 | Entrerríos, Rivera 4 | (14:11) | Damgaard 6 | Hala Stulecia, Vratislav Počet diváků: 6 593 Rozhodčí: Nikolov, Načevski (MKD) |
| 24. ledna 2016 20:30 | 1× 3×                | Zpráva  | 1× 3×      | Hala Stulecia, Vratislav Počet diváků: 6 593 Rozhodčí: Nikolov, Načevski (MKD) |

| 26. ledna 2016 18:15 | Španělsko | 31:29   | Maďarsko | Hala Stulecia, Vratislav Počet diváků: 6 500 Rozhodčí: Gousko, Repkin (BLR) |
| 26. ledna 2016 18:15 | Rivera 5  | (15:15) | Nagy 9   | Hala Stulecia, Vratislav Počet diváků: 6 500 Rozhodčí: Gousko, Repkin (BLR) |
| 26. ledna 2016 18:15 | 5× 3×     | Zpráva  | 5× 3×    | Hala Stulecia, Vratislav Počet diváků: 6 500 Rozhodčí: Gousko, Repkin (BLR) |

| 26. ledna 2016 20:30 | Švédsko                             | 28:28   | Dánsko     | Hala Stulecia, Vratislav Počet diváků: 6 593 Rozhodčí: Stoļarovs, Līcis (LAT) |
| 26. ledna 2016 20:30 | Jakobsson, Zachrisson, A. Nilsson 5 | (13:15) | Damgaard 7 | Hala Stulecia, Vratislav Počet diváků: 6 593 Rozhodčí: Stoļarovs, Līcis (LAT) |
| 26. ledna 2016 20:30 | 3×                                  | Zpráva  | 4× 3× 1×   | Hala Stulecia, Vratislav Počet diváků: 6 593 Rozhodčí: Stoļarovs, Līcis (LAT) |

| 27. ledna 2016 16:00 | Švédsko            | 22:14  | Maďarsko | Hala Stulecia, Vratislav Počet diváků: 5 900 Rozhodčí: Stark, Ştefan (ROM) |
| 27. ledna 2016 16:00 | Nilsson, Östlund 5 | (10:7) | Bodó 5   | Hala Stulecia, Vratislav Počet diváků: 5 900 Rozhodčí: Stark, Ştefan (ROM) |
| 27. ledna 2016 16:00 | 5× 3×              | Zpráva | 1× 3×    | Hala Stulecia, Vratislav Počet diváků: 5 900 Rozhodčí: Stark, Ştefan (ROM) |

| 27. ledna 2016 18:15 | Německo | 25:23   | Dánsko   | Hala Stulecia, Vratislav Počet diváků: 6 593 Rozhodčí: Horáček, Novotný (CZE) |
| 27. ledna 2016 18:15 | Fäth 6  | (12:13) | Hansen 7 | Hala Stulecia, Vratislav Počet diváků: 6 593 Rozhodčí: Horáček, Novotný (CZE) |
| 27. ledna 2016 18:15 | 4× 2×   | Zpráva  | 4× 3×    | Hala Stulecia, Vratislav Počet diváků: 6 593 Rozhodčí: Horáček, Novotný (CZE) |

| 27. ledna 2016 20:30 | Španělsko | 25:23   | Rusko     | Hala Stulecia, Vratislav Počet diváků: 5 000 Rozhodčí: Gubica, Milošević (CRO) |
| 27. ledna 2016 20:30 | Rivera 11 | (11:12) | Dibirov 5 | Hala Stulecia, Vratislav Počet diváků: 5 000 Rozhodčí: Gubica, Milošević (CRO) |
| 27. ledna 2016 20:30 | 2× 3×     | Zpráva  | 3×        | Hala Stulecia, Vratislav Počet diváků: 5 000 Rozhodčí: Gubica, Milošević (CRO) |

### Semifinále
| 29. ledna 2016 18:30 | Norsko                 | 33:34(PR) | Německo      | Tauron Arena, Krakov Počet diváků: 9 100 Rozhodčí: Pichon, Reveret (FRA) |
| 29. ledna 2016 18:30 | Bjørnsen 8             | (13:14)   | Reichmann 10 | Tauron Arena, Krakov Počet diváků: 9 100 Rozhodčí: Pichon, Reveret (FRA) |
| 29. ledna 2016 18:30 | 6× 4×                  | Zpráva    | 2× 3×        | Tauron Arena, Krakov Počet diváků: 9 100 Rozhodčí: Pichon, Reveret (FRA) |
| 29. ledna 2016 18:30 | ZČ: 27:27, Prodl.: 6:7 |           |              | Tauron Arena, Krakov Počet diváků: 9 100 Rozhodčí: Pichon, Reveret (FRA) |

| 29. ledna 2016 21:00 | Španělsko        | 33:29   | Chorvatsko  | Tauron Arena, Krakov Počet diváků: 11 100 Rozhodčí: Horáček, Novotný (CZE) |
| 29. ledna 2016 21:00 | García, Rivera 6 | (18:14) | Slišković 6 | Tauron Arena, Krakov Počet diváků: 11 100 Rozhodčí: Horáček, Novotný (CZE) |
| 29. ledna 2016 21:00 | 2× 4×            | Zpráva  | 3× 4×       | Tauron Arena, Krakov Počet diváků: 11 100 Rozhodčí: Horáček, Novotný (CZE) |

### Finále
| 31. ledna 2016 17:30 | Německo  | 24:17  | Španělsko    | Tauron Arena, Krakov Počet diváků: 15 000 Rozhodčí: Gjeding, Hansen (DEN) |
| 31. ledna 2016 17:30 | Häfner 7 | (10:6) | Entrerríos 5 | Tauron Arena, Krakov Počet diváků: 15 000 Rozhodčí: Gjeding, Hansen (DEN) |
| 31. ledna 2016 17:30 | 8× 3×    | Zpráva | 4× 1×        | Tauron Arena, Krakov Počet diváků: 15 000 Rozhodčí: Gjeding, Hansen (DEN) |

### O 3. místo
| 31. ledna 2016 15:00 | Norsko    | 24:31   | Chorvatsko | Tauron Arena, Krakov Počet diváků: 12 500 Rozhodčí: Načevski, Nikolov (MKD) |
| 31. ledna 2016 15:00 | Sagosen 5 | (11:15) | Horvat 8   | Tauron Arena, Krakov Počet diváků: 12 500 Rozhodčí: Načevski, Nikolov (MKD) |
| 31. ledna 2016 15:00 | 5× 4×     | Zpráva  | 4× 3× 1×   | Tauron Arena, Krakov Počet diváků: 12 500 Rozhodčí: Načevski, Nikolov (MKD) |

### O 5. místo
| 29. ledna 2016 18:30 | Francie    | 29:26   | Dánsko    | Hala Stulecia, Vratislav Počet diváků: 4 500 Rozhodčí: López, Ramírez (ESP) |
| 29. ledna 2016 18:30 | Kounkoud 8 | (15:13) | Balling 7 | Hala Stulecia, Vratislav Počet diváků: 4 500 Rozhodčí: López, Ramírez (ESP) |
| 29. ledna 2016 18:30 | 1× 3×      | Zpráva  | 3× 1×     | Hala Stulecia, Vratislav Počet diváků: 4 500 Rozhodčí: López, Ramírez (ESP) |

### O 7. místo
| 29. ledna 2016 16:00 | Polsko              | 26:24   | Švédsko   | Hala Stulecia, Vratislav Počet diváků: 6 500 Rozhodčí: Gubica, Milošević (CRO) |
| 29. ledna 2016 16:00 | Konitz, Krajewski 5 | (12:12) | Nilsson 5 | Hala Stulecia, Vratislav Počet diváků: 6 500 Rozhodčí: Gubica, Milošević (CRO) |
| 29. ledna 2016 16:00 | 1× 3×               | Zpráva  | 1× 3×     | Hala Stulecia, Vratislav Počet diváků: 6 500 Rozhodčí: Gubica, Milošević (CRO) |

## Rozhodčí
- Andrei Gousko, Siarhei Repkin
- Václav Horáček, Jiří Novotný
- Martin Gjeding, Mads Hansen
- Stevann Pichon, Laurent Reveret
- Matija Gubica, Boris Milošević
- Zigmārs Stoļarovs, Renārs Līcis
- Gjorgi Nachevski, Slave Nikolov
- Lars Geipel, Marcus Helbig
- Duarte Santos, Ricardo Fonseca
- Bogdan Stark, Romeo Ştefan
- Óscar Raluy, Ángel Sabroso
- Michael Johansson, Jasmin Kliko

## Konečné pořadí
| 12.              | Mistrovství Evropy 2016 | Z | V | R | P | Skóre   | B  |
| ---------------- | ----------------------- | - | - | - | - | ------- | -- |
| Zlatá medaile    | Německo                 | 8 | 7 | 0 | 1 | 223:200 | 14 |
| Stříbrná medaile | Španělsko               | 8 | 5 | 0 | 3 | 209:207 | 10 |
| Bronzová medaile | Chorvatsko              | 8 | 5 | 0 | 3 | 250:219 | 10 |
| 4.               | Norsko                  | 8 | 4 | 1 | 3 | 235:232 | 9  |
| 5.               | Francie                 | 7 | 5 | 0 | 2 | 210:182 | 10 |
| 6.               | Dánsko                  | 7 | 4 | 1 | 2 | 195:180 | 9  |
| 7.               | Polsko                  | 7 | 5 | 0 | 2 | 193:194 | 10 |
| 8.               | Švédsko                 | 7 | 2 | 2 | 3 | 173:168 | 6  |
| 9.               | Rusko                   | 6 | 2 | 1 | 3 | 160:161 | 5  |
| 10.              | Bělorusko               | 6 | 2 | 0 | 4 | 167:189 | 4  |
| 11.              | Makedonie               | 6 | 0 | 2 | 4 | 157:176 | 2  |
| 12.              | Maďarsko                | 6 | 1 | 0 | 5 | 142:166 | 2  |
| 13.              | Island                  | 3 | 1 | 0 | 2 | 92:101  | 2  |
| 14.              | Slovinsko               | 3 | 0 | 1 | 2 | 66:72   | 1  |
| 15.              | Srbsko                  | 3 | 0 | 1 | 2 | 81:92   | 1  |
| 16.              | Černá Hora              | 3 | 0 | 0 | 3 | 76:90   | 0  |